# Paviljoen van Berg en Bosch
Het Paviljoen van sanatorium Berg en Bosch is een rijksmonument aan de Professor Bronkhorstlaan 10 in Bilthoven in de Nederlandse provincie Utrecht.
Het paviljoen ligt tussen het Economiegebouw en het Zusterhuis. Het paviljoen heeft één bouwlaag onder een met rode pannen gedekt zadeldak. De uit gele baksteen opgetrokken gevels hebben stalen kozijnen met roedenindeling.
De hoofdingang bevindt zich in de symmetrisch ingedeelde voorgevel. Boven de rondboogvormige stalen deur is een door schoren ondersteund dakschild. In de top van de zuidgevel bevindt zich een rondvenster.